# Sữa đặc

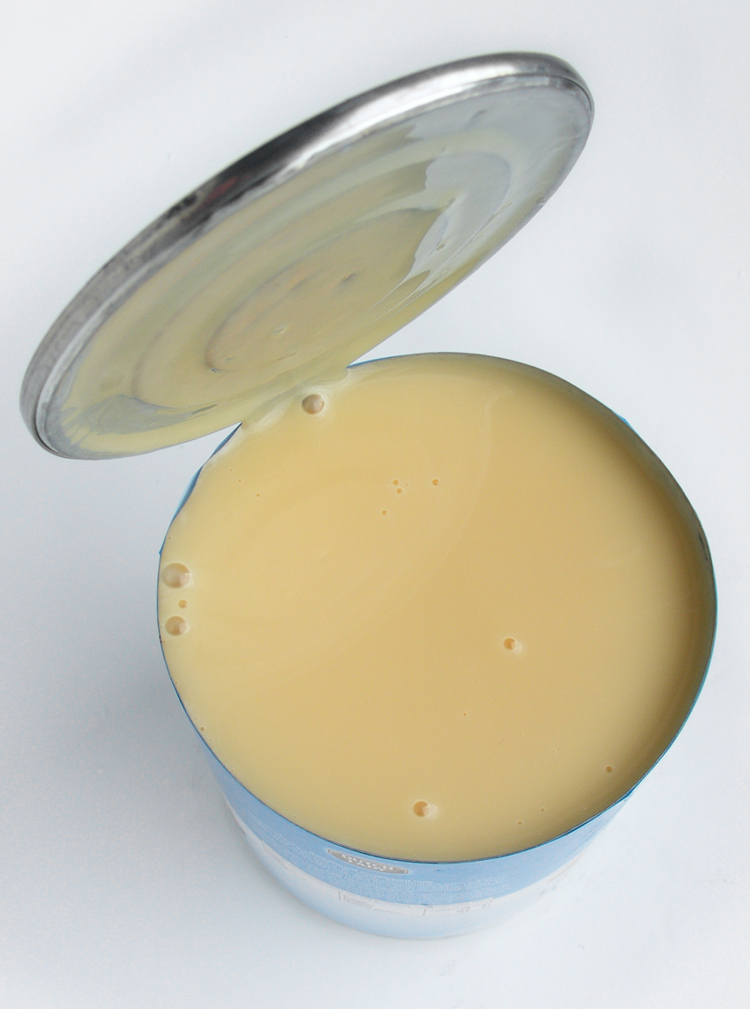
Một lon sữa đặc khui nắp của dòng sản phẩm sữa Ông Thọ

Sữa đặc hay sữa cô đặc là sữa bò đã hút hết nước. Loại sữa này thường ở dạng sữa đặc có đường, cho thêm đường vào, hai thuật ngữ "sữa đặc" và "sữa đặc có đường" thường được sử dụng đồng nghĩa như nhau. Sữa đặc là sản phẩm rất ngọt, đậm đặc; đóng hộp có thể dùng trong nhiều năm mà không cần bảo quản lạnh nếu chưa mở nắp. Sữa đặc được sử dụng trong rất nhiều món tráng miệng tại nhiều quốc gia.
Một sản phẩm liên quan là sữa bay hơi, loại sữa đã trải qua quá trình phức tạp hơn và không thêm đường. Sữa bay hơi được biết đến tại một số quốc gia như sữa đặc không đường.

## Lịch sử

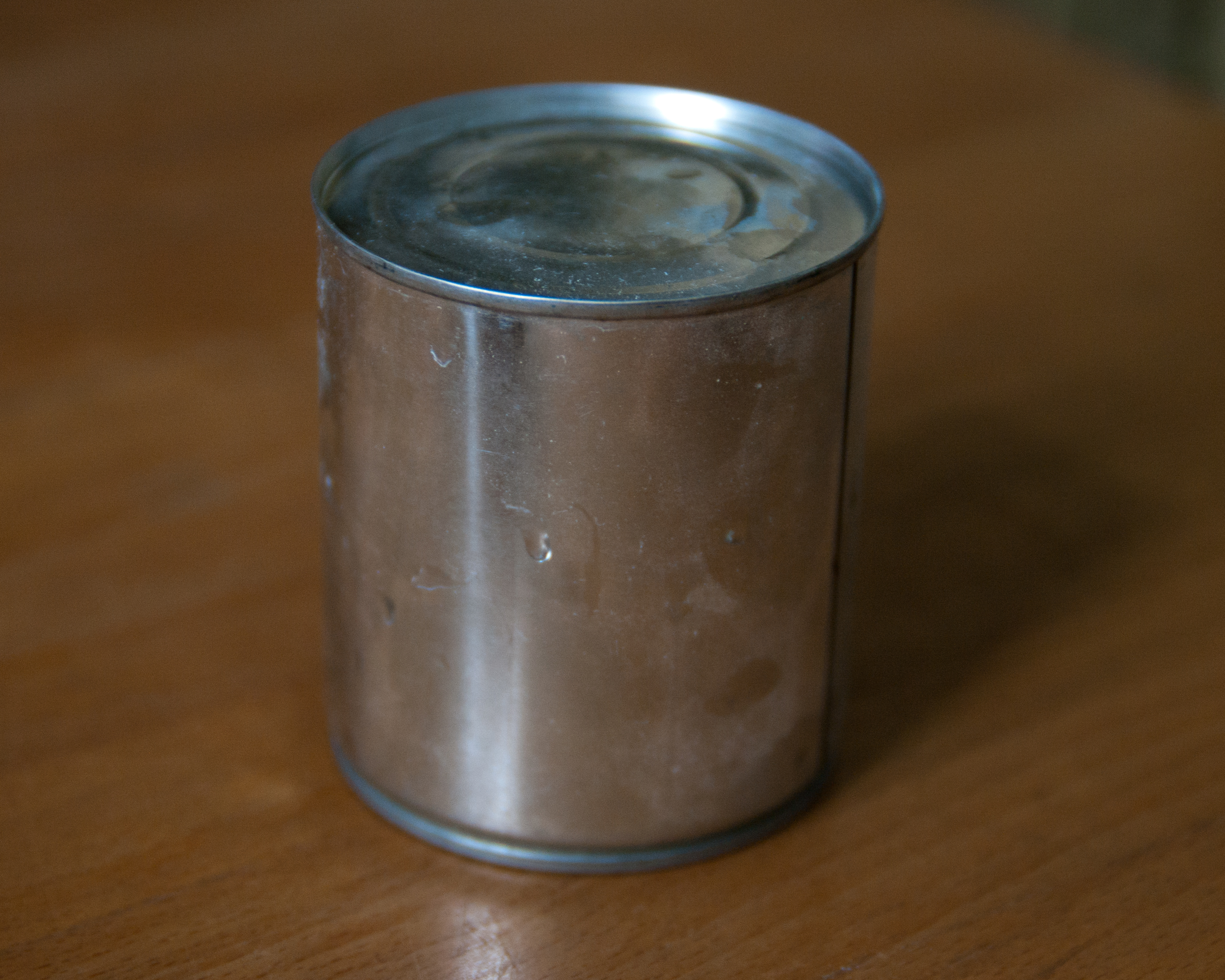
Một lon sữa đặc chưa khui

Theo tác phẩm của Marco Polo, vào thế kỷ thứ 13 người Tatar đã có thể cô đặc sữa. Marco Polo báo cáo rằng 10 pound (4,5 kg) hỗn hợp sữa đặc được mỗi người mang theo, những người sau đó sẽ hòa trộn sản phẩm với nước. Tuy nhiên, điều này có thể đề cập đến sữa đông Tatar mềm (katyk), có thể được chế biến thành thức uống (ayran) bằng cách pha loãng, và do đó đề cập đến việc tinh lọc sữa, lên men, không tươi.
Năm 1820 Nicolas Appert đưa ra công thức làm sữa đặc tại Pháp. Hơn 30 năm sau tại Hoa Kỳ Gail Borden, Jr. (1853) cũng thực hiện việc sản xuất sữa đặc đáp ứng nhu cầu bảo quản sữa lâu dài vì sữa tươi chỉ giữ được vài giờ đồng hồ. Ngoại trừ những vùng có sẵn bò sữa, thì thị trường sữa rất hạn chế trong địa phương đó mà thôi. Borden nghĩ ra sáng kiến chế tạo một loại sữa ở dạng lâu bền sau khi chứng kiến trẻ em chết đói trên chuyến tàu từ Anh về Mỹ năm 1851. Sữa trên chuyến tàu đó tùy thuộc vào mấy con bò nuôi trên tàu để cho sữa nhưng năng suất rất kém. Dù chỉ học không tới một năm và gặp thất bại nhiều lần Borden nảy ra ý kiến dùng chảo chân không mà tín đồ Shaker sử dụng để cô đặc nước trái cây đem áp dụng cho sữa bò. Hai nhà máy đầu của Borden đều thất bại đến đợt thứ ba tại Wassaic, New York mới thành công với sự cộng tác của Jeremiah Milbank ra thành phẩm sữa vừa tiện lợi, vừa có thể cất giữ lâu dài và không cần tủ đá hay tủ lạnh.
Có thể nói không kém quan trọng ngoài công thức sữa đặc của Borden là mục tiêu phổ biến kiến thức vệ sinh ("10 điều răn người nuôi bò sữa") dành cho nông dân, những người muốn bán sữa tươi: bầu vú bò cần phải rửa sạch trước khi vắt sữa, chuồng bò cần quét dọn sạch sẽ, dụng cụ vắt sữa phải đem đun sôi và hong khô hai buổi sáng tối. Năm 1858, sữa do Borden sản xuất bán dưới hiệu Eagle Brand đã tạo được tiếng tăm vì sữa tinh khiết, cất giữ được lâu và bán có lời.
Năm 1864, công ty sữa đặc New York của Gail Borden xây dựng nhà máy sữa đặc New York tại Brewster, New York. Đây là nhà máy sữa lớn nhất và tiên tiến nhất lúc bấy giờ và là nhà máy thương mại thành công đầu tiên của Borden. Hơn 200 nông dân chăn nuôi bò sữa cung cấp 20.000 gallon (76.000 lít) sữa hàng ngày đến nhà máy Brewster khi nhu cầu gia tăng do Nội chiến Hoa Kỳ.
Chính phủ liên bang Hoa Kỳ đặt mua một lượng lớn sữa đặc như một loại lương khô dành cho binh sĩ Liên minh trong chiến tranh. Đây là một loại khẩu phần quân sự bất thường vào thế kỷ 19: một hộp đựng điển hình 10 oz (300 ml) có thể chứa 1.300 Calo (5440 kJ), 1 oz (28 g) mỗi protein và chất béo, và hơn 7 oz (200 g) carbohydrate.
Binh sĩ trở về nhà từ chiến tranh sớm truyền bá tin, và vào cuối năm 1860 sữa đặc là sản phẩm chính. Nhà máy sữa đặc Canada đầu tiên được xây dựng tại Truro, Nova Scotia, vào năm 1871. Năm 1899, E. B. Stuart mở xí nghiệp Công ty sữa đặc xuyên Thái Bình Dương đầu tiên (sau này gọi là Công ty sản phẩm từ sữa cẩm chướng) tại Kent, Washington. Thị trường sữa đặc phát triển thành một bong bóng, với quá nhiều nhà sản xuất theo đuổi quá ít nhu cầu. Từ năm 1912, cổ phiếu sữa đặc cao dẫn đến sụt giảm giá và nhiều nhà máy sữa đặc đã rời khỏi kinh doanh. Trong năm 1911, Nestlé xây dựng nhà máy sữa đặc lớn nhất thế giới tại Dennington, Victoria, Úc.
Trong năm 1914, Otto F. Hunziker, người đứng đầu khoa sữa đại học Purdue, tự xuất bản "sữa đặc và sữa bột: Chuẩn bị cho việc sử dụng nhà máy sữa đặc, học sinh ngành sữa và cục thực phẩm tinh khiết." Văn bản này, cùng với sự bổ sung của giáo sư Hunziker và cộng sự tham gia vào hiệp hội khoa học ngành sữa Hoa Kỳ, chuẩn hóa và trao dồi kinh doanh nhà máy sữa tại Hoa Kỳ và quốc tế. Cuốn sách của Hunziker đã được tái bản trong lần ấn bản thứ bảy vào tháng 10 năm 2007 bởi nhà in Cartwright.
Thế chiến I tái sinh lãi suất trong và thị trường sữa đặc có đường, chủ yếu do bảo quản và vận chuyển hiệu quả. Tại Mỹ, mức giá sữa nguyên liệu cao do nhà máy sữa chi trả tạo ra những vấn đề quan trọng đối với ngành công nghiệp pho mát.

## Sản xuất
Sữa tươi được đem lọc và chuẩn hóa, sau đó đun nóng đến 85–90 °C (185–194 °F) trong vài giây. Quá trình đun nóng này tiêu diệt một số vi sinh vật, cùng giảm phân tách chất béo và ngưng oxy hóa. Sữa dần keo lại khi và thêm đường đến tỷ lệ ~9:11 (gần một nửa) là đạt. Đường mía giúp kéo dài thời hạn sử dụng của sản phẩm bằng cách tăng áp suất thẩm thấu của chất lỏng, do đó ngăn chặn sự phát triển của vi sinh vật. Sữa đặc sau đó được để nguội và trải qua phần kết tinh lactose.

## Sử dụng

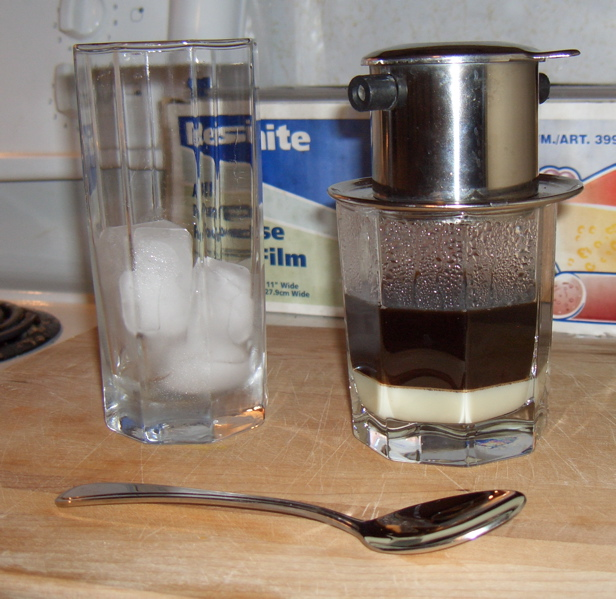
Ly cà phê phin với lớp sữa đặc ở đáy trước khi khuấy vào ly nước đá

Sữa đặc xuất hiện ở Việt Nam vào thời Pháp thuộc và đã đóng góp vào ngành ẩm thực Việt Nam cho thêm phong phú. Điển hình là thức uống cà phê sữa đá hoặc cà phê sữa nóng tiêu biểu của Việt Nam dùng sữa đặc.